# 布拉霍維申斯凱區

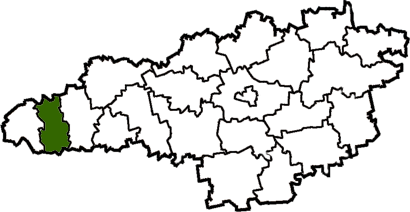
布拉霍維申斯凱區在基洛夫格勒州的位置

48°18′44″N 30°14′45″E / 48.31222°N 30.24583°E
布拉霍維申斯凱區（烏克蘭語：Благовіщенський район）是位於烏克蘭中部基洛夫格勒州的舊區，区府为布拉霍維申斯凱，並於2020年被撤銷。該區面積701平方公里，2013年人口23,404，人口密度每平方公里33.4人。